# فهرست قنات‌های شهرستان جوین
جدول زیر براساس آمار وزارت جهاد کشاورزی تهیه شده‌است. فهرست زیر قنات‌های شهرستان جوین در استان خراسان رضوی را نشان می‌دهد.
| نام قنات      | موقعیت                 | نزدیک‌ترین روستا | طول قنات (متر) | تعداد میله چاه | عمق مادر چاه | دبی (لیتر بر ثانیه) | سطح زیر کشت (هکتار) |
| ------------- | ---------------------- | --------------- | -------------- | -------------- | ------------ | ------------------- | ------------------- |
| احمدآباد      | بخش مرکزی شهرستان جوین | برغمد           | ۸۰۰            | ۲۵             | ۲۴           | ۲۰                  | ۲۰                  |
| بازمیان ده    | بخش مرکزی شهرستان جوین | جلمباران        | ۵۰۰            | ۱۰             | ۱۰           | ۳۰                  | ۱۰۰                 |
| جزندر         | بخش مرکزی شهرستان جوین | جزندر           | ۵۰۰۰           | ۳۰             | ۲۰           | ۴۰                  | ۰                   |
| جمال‌آباد      | بخش مرکزی شهرستان جوین | جمال‌آباد        | ۳۰۰۰           | ۳۵             | ۲۴           | ۴۰                  | ۵۰                  |
| دلک‌آباد       | بخش مرکزی شهرستان جوین | دلک‌آباد         | ۴۵۰۰           | ۳۰۰            | ۲۰           | ۵۰                  | ۵۰                  |
| رودخانه       | بخش مرکزی شهرستان جوین | جلمباد ان       | ۲۰۰            | ۴              | ۳            | ۳۰                  | ۶۰                  |
| روستا         | بخش مرکزی شهرستان جوین | رامشین          | ۱۰۰۰           | ۳۰             | ۱۲           | ۴۰                  | ۶۴                  |
| سرپشت         | بخش مرکزی شهرستان جوین | بید             | ۰              | ۵              | ۰            | ۷                   | ۰                   |
| سیدها         | بخش مرکزی شهرستان جوین | نوده انقلاب     | ۷۰۰            | ۱۷             | ۶            | ۴                   | ۱۵                  |
| شبیر          | بخش مرکزی شهرستان جوین | بید             | ۲۰۰۰           | ۲۰             | ۰            | ۴۰                  | ۰                   |
| شسته خوانی    | بخش مرکزی شهرستان جوین | برغمد           | ۲۵۰            | ۱۰             | ۲۰           | ۲۰                  | ۱۰                  |
| شمس‌آباد       | بخش مرکزی شهرستان جوین | شمس‌آباد         | ۵۰۰            | ۳۰             | ۱۲           | ۳۰                  | ۱۰                  |
| عباس‌آباد      | بخش مرکزی شهرستان جوین | جمال‌آباد        | ۱۲۰۰           | ۸۰             | ۳۵           | ۶                   | ۱۲                  |
| عرب‌آباد       | بخش مرکزی شهرستان جوین | انداده          | ۲۵۰۰           | ۱۰۰            | ۴۰           | ۳۵                  | ۵۰                  |
| عیدگاه        | بخش مرکزی شهرستان جوین | برغمد           | ۳۰۰۰           | ۱۵۰            | ۳۰           | ۴۰                  | ۱۰۰                 |
| قلعه          | بخش مرکزی شهرستان جوین | بیدخور          | ۱۰۰۰           | ۵۰             | ۳۰           | ۴۰                  | ۲۰                  |
| قلعه نو       | بخش مرکزی شهرستان جوین | قلعه نو         | ۱۵۰۰           | ۱۰۰            | ۱۰           | ۴۰                  | ۲۵۰                 |
| قیطاس‌آباد     | بخش مرکزی شهرستان جوین | برغمد           | ۱۵۰۰           | ۷۵             | ۴۰           | ۳۰                  | ۵۰                  |
| محمدآباد      | بخش مرکزی شهرستان جوین | برغمد           | ۳۰۰            | ۱۵             | ۱۵           | ۵                   | ۰                   |
| منجشیرین      | بخش مرکزی شهرستان جوین | منجشیرین        | ۳۰۰۰           | ۶۰             | ۲۵           | ۱۰                  | ۱۵                  |
| مهرآباد       | بخش مرکزی شهرستان جوین | مهرآباد         | ۵۰۰۰           | ۲۵۰            | ۲۸           | ۴۰                  | ۳۵                  |
| مهری          | بخش مرکزی شهرستان جوین | رامشین          | ۵۰۰            | ۰              | ۰            | ۴۰                  | ۶۵                  |
| مهری          | بخش مرکزی شهرستان جوین | رامشین          | ۶۰۰            | ۳۰             | ۱۲           | ۴۰                  | ۶۵                  |
| میان‌آباد      | بخش مرکزی شهرستان جوین | میان‌آباد        | ۱۵۰۰           | ۲۰             | ۲۵           | ۴۰                  | ۱۰                  |
| هوز           | بخش مرکزی شهرستان جوین | بید             | ۵۰۰            | ۵              | ۱۰           | ۳۰                  | ۱۵۰                 |
| کرشوی         | بخش مرکزی شهرستان جوین | رامشین          | ۷۰۰            | ۳۰             | ۱۲           | ۴۰                  | ۶۵                  |
| کلاته حاج‌آباد | بخش مرکزی شهرستان جوین | برغمد           | ۶۰۰            | ۳۰             | ۲۰           | ۱۵                  | ۱۵                  |
| کلاته خان     | بخش مرکزی شهرستان جوین | جلمباد ان       | ۳۰۰۰           | ۰              | ۰            | ۴۰                  | ۵۰                  |
| کلاته محمد    | بخش مرکزی شهرستان جوین | برغمد           | ۸۰۰            | ۴۰             | ۳۰           | ۳۰                  | ۲۰                  |
| یحیی‌آباد      | بخش مرکزی شهرستان جوین | یحیی‌آباد        | ۲۰۰۰           | ۱۰۰            | ۳۰           | ۳۰                  | ۱۰                  |
| یوسف‌آباد      | بخش مرکزی شهرستان جوین | یوسف‌آباد        | ۵۰۰            | ۰              | ۱۷           | ۲۰                  | ۳۰                  |